# Lama Darja
Lama Darja (1728-1753) was vanaf 1750 de heerser van het kanaat Dzjoengarije. 

## Achtergrond
In 1745 overleed Galdan Tseren. Het kanaat was toen in zowel politiek, militair als economisch opzicht nog een machtsfactor van betekenis in Centraal-Azië. In de periode na de dood van Galdan Tseren brak een ongekende strijd uit om de macht binnen het kanaat die resulteerde in een volstrekte politieke anarchie. Dit leidde tot de vernietiging van de Dzjoengaren. 
Galdan Tseren had drie zoons. De oudste zoon was Lama Darja, de middelste zoon was Tsewang Dorji Namjal, en de jongste zoon Dashi Dawa. In zijn testament had Galdan Tseren bepaald, dat hij opgevolgd zou moeten worden door zijn middelste zoon Tsewang Dorji Namjal. 
In 1746 werd hij dan ook door de adel van de Dzjoengaren tot hun nieuwe leider geproclameerd. In 1749 slaagde Lama Darja er in om via een staatsgreep aan de macht te komen.
Tsewang Dorji Namjal werd eerst verbannen en blind gemaakt. In 1750 liet Lama Darja Tsewang Dorji Namjal vermoorden.

## Positie van Lama Darja
Lama Darja had echter een zwakke machtspositie onder de elite van de Dzjoengaren. Er werden voortdurend plannen gemaakt om hem te verwijderen en zijn jongste broer Dashi Dawa op de troon te zetten. De leiders van deze beweging waren Dawaci en Amursana. Dawaci was geboren in de hoogste aristocratie van de Dzjoengaren. De afstamming van Amursana moest meer gevonden worden bij de Khoshut-Mongolen. Lama Darja werd echter geïnformeerd over hun plannen en wist die in eerste instantie te verhinderen. Hij arresteerde zijn jongste broer Dashi Dawa en liet hem vermoorden. Vervolgens voerde hij een terreurbewind in het kanaat om alle oppositie tegen zijn autoriteit te elimineren. 
Dawaci en Amursana wisten naar grondgebied van de Kazachen te ontsnappen. Zij vroegen daar bescherming van Sultan Ablai, een oude vriend van Galdan Tseren. Ablai verleende die bescherming, ook omdat hij van opvatting was, dat steun aan Dawaci en Amursana het kanaat verder zou verzwakken en dat dit voor zijn eigen positie een positief effect zou hebben. 

## Relaties met de Russen

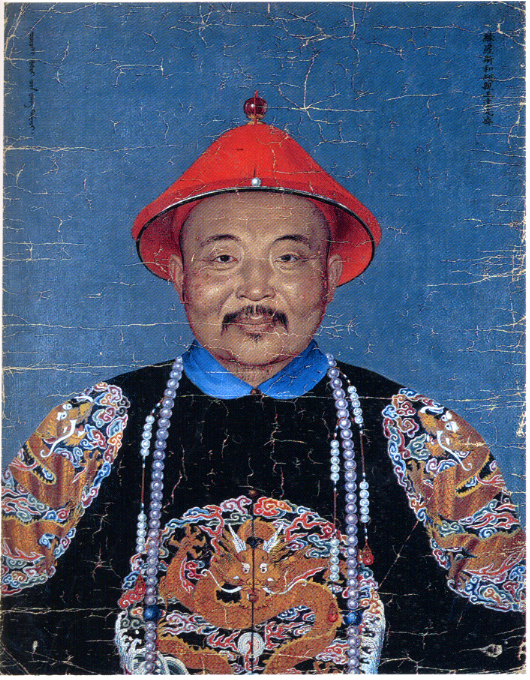
Dawachi

In de laatste jaren voor de dood van Galdan Tseren in 1745 waren de spanningen met Rusland opgelopen. Als gevolg daarvan hadden de Russen hun militaire aanwezigheid in het zuiden van Siberië wel wat versterkt, maar hun totale militaire potentieel bleef toch gering. Er was echter een nieuwe lijn fortificaties gerealiseerd, die globaal van Orenburg tot aan Tobolsk liep. 
In 1751 zond Lama Darja een delegatie naar Sint-Petersburg met de eis dat de Russen een aantal nieuw gebouwde forten aan de bovenloop van de Irtysj en de Ob zouden ontmantelen. Daarbij werd het aloude motief gebruikt, dat de inwoners van deze gebieden belastingplichtig aan de Dzjoengaren waren geweest en die gebieden dus aan hem behoorden. 
Achtereenvolgende Russische regeringen hadden zich zowel in de verhoudingen tussen de Dzjoengaren en de Qing-dynastie als in de onderlinge twisten van de Dzjoengaren altijd neutraal opgesteld. Dit ultimatum van Lama Darja bracht de Russen er echter toe om te trachten vriendschappelijke relaties met Dawaci en Amursana aan te knopen. In 1752 nodigde de gouverneur van Orenburg hen uit om over de mogelijkheden van een alliantie te overleggen. Op het moment dat de Russische koeriers in Kazachstan arriveerden, waren Dawaci en Amursana echter al vertrokken om een opstand tegen Lama Darja te organiseren.

## Het einde van Lama Darja
Lama Darja had inmiddels een ultimatum aan Sultan Ablai gezonden met de eis voor uitlevering van Dawaci en Amursana. Die eis werd verworpen. Eind 1752 arriveerden Dawaci en Amursana met een troepenmacht van Kazachen in Dzjoengarije. Zij wisten veel Dzjoengaren, die ontevreden over het regime van Lama Darja waren aan hun zijde te krijgen. In de korte daar op volgende oorlog kwam in een beslissende veldslag in 1753 Lama Darja om, waarschijnlijk door muiterij onder zijn eigen troepen. 